# الأميرة وحبة البازلاء
الأميرة وحبة البازلاء (بالدنماركية:Prindsessen paa Ærten) قصة أدبية خرافية للكاتب هانز كريستيان اندرسن وقد نشرت لأول مرة في 8 مايو 1835.

## القصة

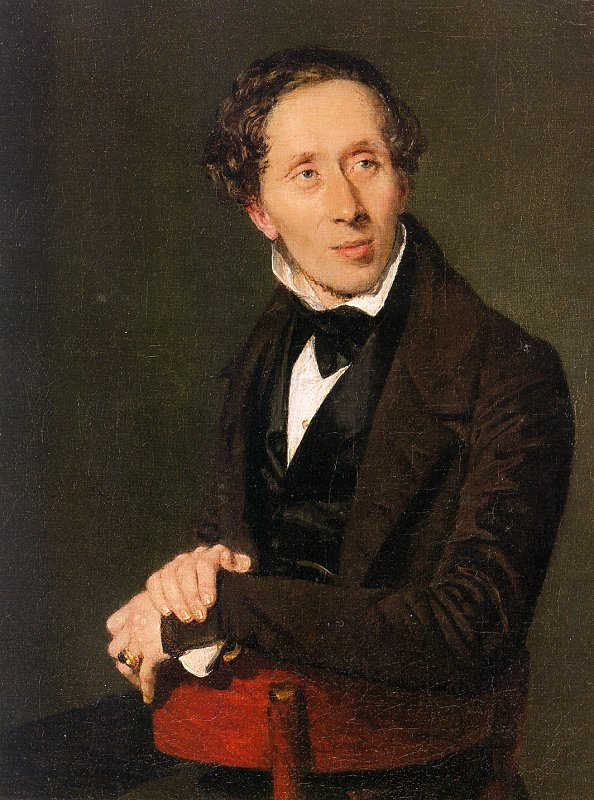
هانز كريستيان أندرسن

تتحدث القصة عن الأمير الذي يريد أن يتزوج من أميرة حقيقية ولكن يواجهه صعوبة في العثور على الأميرة المناسبة له، في ليلة عاصفة غزيرة الأمطار سُمِع طرق على بوابة القلعة كانت هناك فتاة تقف خارجاً، وهي في حالة يرثى لها بسبب المطر والريح، والماء يقطر من شعرها وقالت أنها أميرة حقيقية فأعدتُ لها في غرفة نوم الزوار سريراً صُف فوقه عدة مراتب مريحة ، وتحت آخر مرتبة والقريبة من الأرض ، وضعت حبة بازلاء جافة. وفي صباح اليوم التالي أشتكت الزائرة للأمير والأم الملكة من الأرق وعدم قدرتها على النوم وتقلبها طوال الليل على السرير بسبب حبة البازلاء، وهنا أقتنعت الملكة والأمير برقة وحساسية الزائرة وأنها مناسبة جداً لتكون الأميرة القادمة في القصر وزوجة تليق بالأمير الذي بحث عنها طويلاً ووجدها أخيراً.